# AGP

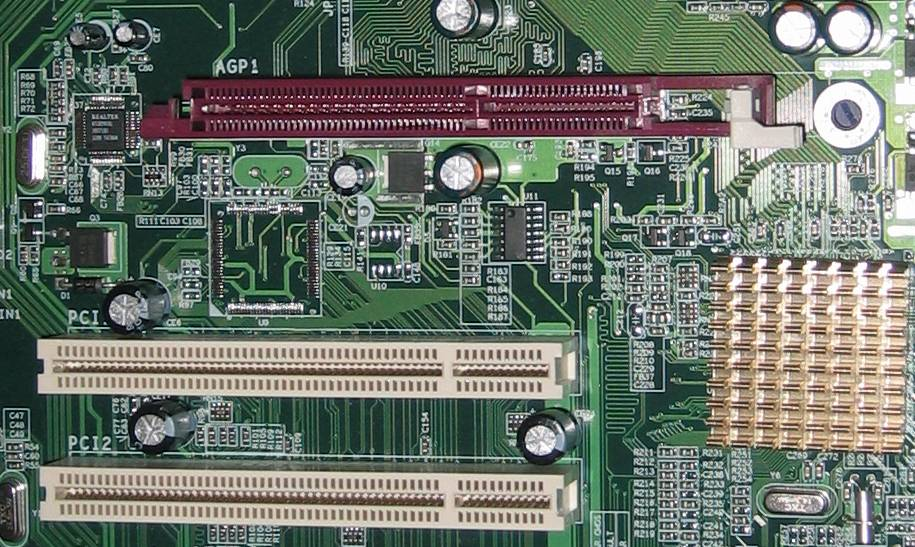
Slot AGP (nahoře) a 2 sloty PCI (dole)

AGP (zkratka pro Accelerated Graphics Port nebo též Advanced Graphics Port) je v informačních technologiích speciální patice pro připojení grafické karty. Nejedná se v pravém slova smyslu o sběrnici, protože do AGP lze připojit pouze jedno zařízení.

## Charakteristika
AGP slot není sběrnice, protože AGP lze připojit pouze jedno zařízení. Jedná se o spojení typu point-to-point, které je určeno pro porty k připojení externích zařízení, zejména pro připojení grafických adaptérů a grafických akcelerátorů. Z důvodu zobrazení videa ve velkém rozlišení byl při návrhu AGP kladen důraz na co nejvyšší rychlost přenosu dat s malou latencí. Technologie AGP vznikla úpravou sběrnice PCI, takže některé řídící signály jsou podobné (adresová a datová část AGP používá stejné vodiče pro přenos jako PCI). Došlo k několika modifikacím, z nichž nejvýraznější je odstranění arbitrážního obvodu. Z toho plyne, že je možné připojit pouze jedno zařízení.

## Výhody oproti PCI
S příchodem grafických uživatelských rozhraní a multimédií byla velmi rychle vyčerpána kapacita sběrnice PCI. AGP se ujala snadněji než rychlejší varianty PCI sběrnice (PCI-X), protože poskytovala rychleji dostupné a levnější řešení, což ještě dále působilo na rozvoj AGP. Pro potřeby moderních grafických adaptérů je AGP lepší než PCI sběrnice, protože poskytuje rychlý vyhrazený kanál mezi slotem a procesorem, proti sdílené PCI sběrnici. AGP také využívá sideband addressing, který využívá dalších 8 adresových vodičů. Pomocí sidebandu je možné realizovat jinou techniku adresování, než umožňovala sběrnice PCI. K dispozici je však rovněž 32 hlavních adresových vodičů. Grafické karty na PCI musí načítat textury ze systémové RAM do grafické paměti (framebuffer). AGP karty jsou schopné číst textury přímo z operační paměti pomocí GART (anglicky Graphics Address Remapping Table), ve kterém jsou vedeny informace o uložení a funkci stránek paměti. Jedna stránka má konstantní velikost 4 KiB. V případě, že jsou data z nějaké stránky vyžadována pro vykreslování a stránka je uložena v operační paměti, je proveden přenos příslušné 4 KiB stránky do paměti grafického akcelerátoru, a následně se provede úprava záznamu v GART. Vzhledem k poměrně malé velikosti stránek tak nedochází k jednorázovému zatížení systému, protože se zátěž v čase rozloží.

## Historie
Hlavním důvodem vedoucím k zavedení AGP byly stoupající požadavky na rychlost přenosu grafických dat, především videa a textur pro trojrozměrné scény. Intel zavedl podporu AGP ve Slot 1 čipsetu i440LX v polovině října 1997 a později se přidali všichni významní výrobci. První Socket 7 čipset s podporou AGP byly VIA Apollo VP3, SiS 5591/5592 a ALI Aladdin V. Intel nikdy nevydal Socket 7 s podporou AGP. FIC předvedlo první Socket 7 s AGP systém v listopadu 1997 jako FIC PA-2012 založený na VIA Apollo VP3 čipsetu, po něm následovalo velmi rychle EPoX P55-VP3, založené na čipové sadě VIA VP3, která byla první na trhu.
První video čipy s podporou AGP byly Rendition Vérité V2200, 3dfx Voodoo Banshee, Nvidia RIVA 128, 3Dlabs PERMEDIA 2, Intel i740, ATI Rage series, Matrox Millennium II a S3 ViRGE GX/2. Některé rané AGP karty používaly grafické procesory postavené kolem PCI a byly přemostěny na AGP. To vedlo k tomu, že karty těžily jen málo z nové sběrnice, avšak zvýšila se frekvence na 66 MHz, což znamenalo zdvojnásobení šířky pásma proti PCI. Příklady takových karet byly VooDoo Banshee, Vérité V2200, Millennium II a S3 Virge GX/2. Intel i740 byl navržen k využití nových vlastnosti AGP.

## Verze AGP

Verze AGP

Intel představil první verzi AGP (nazvanou „AGP specification 1.0“) v roce 1997. Zahrnovala obě rychlosti 1× a 2×. Novější verze AGP zvýšily přenosovou rychlost z 2× na 8×. Tyto verze jsou:
- AGP 1× – používá 32bitový kanál na 66 MHz umožňující maximální datový tok 266 MB/s (dvojnásobek rychlosti sběrnice PCI); 3.3 V.
- AGP 2× – používá 32bitový kanál běžící na 66 MHz (double pumped) na efektivních 133 MHz umožňující maximální přenosovou rychlost 533 MB/s; 3,3 V;
- AGP 4× – používající 32bitový kanál běžící na 66 MHz (quad pumped) na efektivních 266 MHz umožňující maximální přenosovou rychlost 1066 MB/s (1 GB/s); 1,5 V;
- AGP 8× – používá 32bitový kanál běžící na 66 MHz (8 bitů za takt) na efektivních 533 MHz umožňující maximální přenosovou rychlost 2133 MB/s (2 GB/s); 0,8 V.

## Variace
Řada nestandardních variací AGP rozhraní byla vyrobena různými výrobci.
64-bit AGP64bitový kanál. Používaný v high-end profesionálních grafických kartách. Byl navržen jako dobrovolný standard pro AGP 3.0, ale v konečné verzi byl vypuštěn.
Ultra-AGP, Ultra-AGPIIUltra-AGP a Ultra-AGPII jsou interní rozhraní AGP používané SiS pro severní můstek s integrovanou grafikou. Původní verze podporuje stejné šířky pásma jako AGP 8x, zatímco Ultra-AGPII má maximální šířku pásma 3,3 GB/s.
AGP ProAGP Pro byl jen zřídka používaný slot pro karty, které požadovaly větší napájení, než poskytovalo standardní AGP. Byl to delší slot s přidanými piny pro tento účel. AGP Pro karty byly obvykle určeny pro urychlení profesionálních aplikací pracujících v oblasti architektury, obrábění, strojírenství, simulací a v podobných oborech.